# البدائع (الرين)
البدائع، هي قرية من فئة (أ) تقع في محافظة الرين، والتابعة لمنطقة الرياض في السعودية. وتبعد البدائع بالرين عن محافظة الرين بمسافة تقارب () كم.